# Turpinia occidentalis
Turpinia occidentalis là một loài thực vật có hoa trong họ Staphyleaceae. Loài này được (Sw.) G.Don miêu tả khoa học đầu tiên năm 1832.